# Linus Lake
Linus Viktor Timmy Lake, född 13 november 1985 i Skövde, är en svensk tidigare handbollsspelare (mittnia). Under hela sin seniorkarriär representerade han IFK Skövde.
Linus Lake började spela handboll som fyraåring i HP Skövde 90 och bytte till IFK Skövde när han var 11–12 år gammal. Som senior spelade han 13 säsonger för IFK Skövdes A-lag. Bland annat var han med om att vinna EHF Challenge Cup 2004 och spela två SM-finaler, 2005 och 2007. Efter säsongen 2014/2015 avslutade Lake sin aktiva karriär. Totalt spelade han 260 elitseriematcher och gjorde 909 mål för IFK Skövde.

## Meriter
- Challenge Cup-mästare 2004
- Två SM-silver: 2005 och 2007